# Fire Emblem: Monshō no Nazo
Fire Emblem: Monshō no Nazo (ファイアーエムブレム　紋章の謎, Faiā Emuburemu: Monshō no Nazo, Fire Emblem: El Misteri de l'Emblema) és el tercer joc de la saga Fire Emblem, desenvolupat per Intelligent Systems i publicat per Nintendo originalment en la consola Super Famicom, coneguda com a SNES en occident. És el primer joc de la saga llançat per a aquesta consola, i el primer cartutx a arribar als 24 megabits. Com els anteriors, mai va veure la llum més enllà de les fronteres japoneses.
El joc es divideix en dues parts o llibres. El Llibre Un és un remake del primer joc de la saga: Fire Emblem: Ankoku Ryū to Hikari no Tsurugi. El Llibre Dos és la seqüela de l'anterior llibre, amb una nova història on tornen a aparèixer els mateixos personatges.

## Sistema de joc
Monshō no Nazo abandona molts dels elements adoptats en l'anterior Fire Emblem Gaiden, semblant-se més al primer joc de la saga. No obstant això manté alguna mínima característica, com la bateria RAM per a salvar el joc i l'ús d'icones representatives de les armes.
La nova característica més representativa d'aquest joc és que per primera vegada s'inclou l'acció de Desmuntar, que permet a les unitats amb muntura baixar dels seus cavalls i lluitar a peu. La limitació per a aquestes unitats és que només poden brandir llances a cavall i espases a peu. A més, en els capítols que es desenvolupen en localitzacions interiors, se'ls obliga a desmuntar i anar a peu.

## Argument
Llibre U: Marth és príncep d'Altea i descendent directe d'Anri, el guerrer que matà al drac fosc Medeus. Després d'un atac des del veí regne de Dolua, Marth és obligat a exiliar-se a la nació de Talis. La seua germana Ellis és feta presonera després d'haver estat assassinat el seu pare en la lluita contra el malvat sacerdot Garnef. Amb l'ajuda del cavaller alteà Jeigan, la princesa Sheeda de Talisian i altres, Marth marxa a la recerca de l'espasa sagrada coneguda com a Falchion i de l'Emblema de Foc que li permetrà brandir-la. Només llavors serà possible enfrontar-se a Garnef i al ressuscitat Medeus, per a recuperar el seu regne i rescatar a la seua germana.
Llibre Dos: Després dels esdeveniments del llibre anterior, Hardin es converteix en rei d'Orleans i comença a atacar a diferents regnes del continent a la recerca de venjança, arribant-los a saquejar i castigar amb gran violència. Amb aquests esdeveniments, Marth descobreix que les forces de la foscor tornen a sembrar el terror corrompent a antics aliats, pel que haurà de tornar a empunyar l'Emblema de Foc a la recerca dels dotze orbes del zodíac per a obtenir així el poder que acabe amb les hordes enemigues.

## Curiositats
- Marth, el protagonista d'aquest joc, apareixeria anys més tard com lluitador triable en el joc Super Smash Bros. Melee. Això sí, primer havia de ser desbloquejat, doncs era un dels personatges secrets.

- Aquest joc es va mantenir un any com nº1 en la llista d'èxits de la revista Famitsu, i va estar sempre entre els 30 més venuts durant eixe període.

- L'anime OVA de Fire Emblem de 1996, es va basar en aquest joc.